# 41 Batalion WOP Ustroń
41 Batalion Wojsk Ochrony Pogranicza – zlikwidowany samodzielny pododdział Wojsk Ochrony Pogranicza pełniący służbę na granicy polsko-czechosłowackiej.

## Formowanie i zmiany organizacyjne
Na podstawie rozkazu MBP nr 043/org. z 3 czerwca 1950, na bazie 21 Brygady Ochrony Pogranicza, sformowano 4 Brygadę Wojsk Pogranicza w Gliwicach, a 1 stycznia 1951 61 batalion Ochrony Pogranicza przemianowano na 41 batalion WOP JW 2448.
W 1956 podporządkowano batalion WOP 3 Brygadzie WOP z Nowego Sącza.
W 1957 rozformowano 41 batalion WOP Ustroń.

## Struktura organizacyjna
W 1951 batalionowi podlegały:
- 200 strażnica WOP Koniaków
- 201 strażnica WOP Jaworzynka
- 202 strażnica WOP Wisła
- 203 strażnica WOP Poniwiec
- 204 strażnica WOP Dzięgielów.

W 1954 batalionowi podlegały:
- 205 strażnica WOP Krążelka
- 206 strażnica WOP Jaworzynka
- 207 strażnica WOP Wisła
- 208 strażnica WOP Poniwiec
- 209 strażnica WOP Dzięgielów
  - PPK MRG Leszna Górna
- 210 strażnica WOP Puńców.

## Dowódcy batalionu
Wykaz dowódców batalionu podano za: Sławomir Żurawlow: Pododdziały Ochrony Pogranicza w Jaworzynce, Istebnej i Koniakowie – Rys historyczny 1922–2008. s. 44.
- por. Stanek
- mjr Jan Mikoszewski (był w 1953)
- ppłk Ludwik Gembarzewski (03.1953–07.1953)
- kpt. Czesław Lipiec (31.08.1954–14.12.1954)[7]
- kpt. Ludwik Mucha.

## Wydarzenia
- 1956 – 2 maja dowództwo 4 Brygady zorganizowało pod namiotami, sezonową strażnicę WOP z kadry zawodowej i żołnierzy służby zasadniczej 45. batalionu WOP Prudnik (d-cą strażnicy był ppor. Edward Karpiuk), na płaskowyżu Soszów w celu zapobieżenia istniejącemu w tym rejonie przemytowi. Strażnica realizowała zadania pomiędzy szczytami „Czantoria”-„Stożek”, z bazą wyjściową w miejscowości Wisła. W czerwcu, w wyniku rykoszetu (teren górzysty, kamienie) po oddaniu serii strzałów ostrzegawczych z pistoletu maszynowego przez żołnierzy strażnicy, doszło do spowodowania zranienia w mosznę przemytnika, miejscowego górala[8].
- 1956 – koniec czerwca, początek lipca w okresie tzw. „Wypadków poznańskich”, przy linii granicznej i w strefie działania, odnajdywano pakunki zawierające ulotki z tzw. „bibułą”, przytwierdzone do balonów leżących na ziemi[9]. W związku z masowością zjawiska, żołnierze otrzymali zezwolenie na użycie broni, celem zestrzelenia nisko przelatujących balonów (nawet jeśli znajdowały się na terytorium czechosłowackim, ale w zasięgu ognia – to samo czynili pogranicznicy czechosłowaccy)[10].